# Маслівський заказник
Заказник «Маслівський» — ботанічний заказник місцевого значення, який частково розташований на території шостого, восьмого та дев'ятого кварталів Маслівського лісництва ДП «Ржищівське лісове господарство». Входить до адміністративної території Маслівської сільської ради Миронівського району Київської області. Площа заказника становить 942,9 гектарів.

## Історія
Заказник "Маслівський" був оголошений об’єктом природоохоронного фонду рішенням виконавчого комітету Київської обласної ради народних депутатів 21 скликання від 26.11.1991 року №191. Згідно рішенням Київської обласної ради двадцять третього скликання від 5 жовтня 2000 року №232-13-XXIII були змінені межі ботанічного заказника місцевого значення "Маслівський" і зі складу його території були виключені земельні ділянки, площа яких становила 584,1 гектар. До території заказника були включені лісові квартали Маслівського лісництва Ржищівського державного лісового господарства Київського державного лісогосподарського об'єднання "Київліс". 
Станом на 22 травня 2015 року відомо про розробку проектів землеустрою, які направлені на організацію та встановлення меж територій природно-заповідного фонду, до якого відноситься заказник «Маслівський». Передбачено розроблення проектів, які б допомогли встановити охоронні зони вздовж території водосховищ та річок.

## Опис
Територія ботанічного заказника «Маслівський» розташована на території придніпровського лісостепу. В його межі входить лісовий масив, який розташований на терасах річки Росави, на ділянках заплави річки Рось та на території її лівої притоки
. 
На території природоохоронного об’єкту зростають види, які були занесені до Червоної книги України: лілія лісова, коручка широколиста, підсніжник звичайний, сон чорніючий, валеріана дводомна. Поширені такі види, як глід, терен та барбарис. На лучних ділянках переважають осокові ценози, зокрема містяться ценози осоки дернистої. На заплавних луках розташовані лучно-болотні види, які представлені лікарськими рослинами. Серед них гірчак зміїний, герань лучна, дягель лікарський, живокіст лікарський, гірчак зміїний, гадючник в’язолистий, жовтець їдкий.